# Navid Kermani

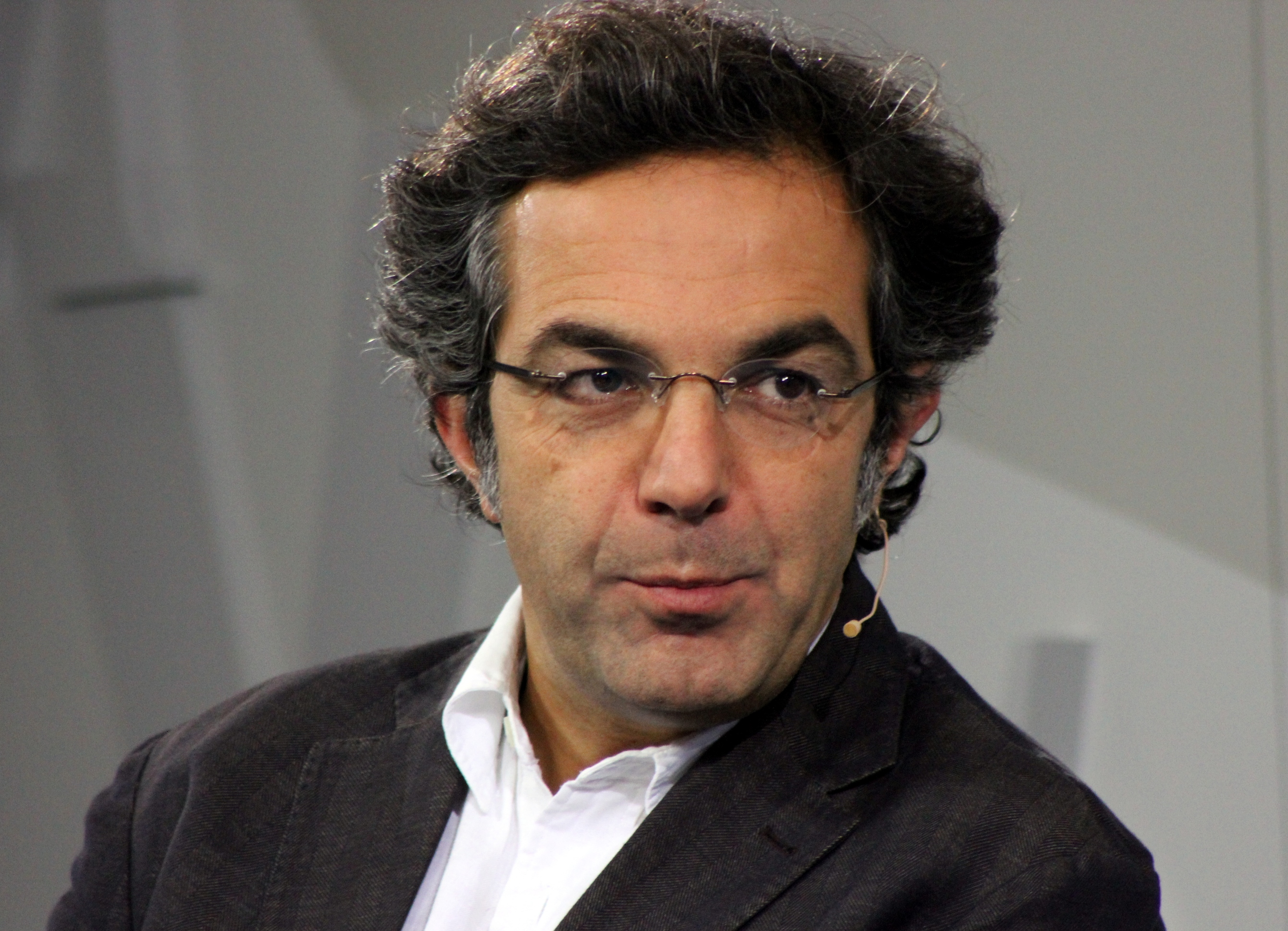
Navid Kermani in 2012

Navid Kermani (Siegen, 1967) is een Duits-Iraanse schrijver en hoogleraar. 

## Biografie
Navid Kermani is de zoon van Iraanse immigranten die zich vestigden in Siegen. Hij verhuisde op later leeftijd naar Keulen.
Hij is getrouwd en heeft twee kinderen

## Publicaties
Kermani schreef een 20-tal boeken waaronder onderstaande. 
- God is mooi (1999), boek
- Iran, Die Revolution der Kinder (2000), boek
- Du Solls (2005), boek
- Ungläubiges Staunen (2015), boek
- Overvallen door de werkelijkheid (2016)
- Goddelijke kunst (),verzameling verhalen en bedenkingen

## Eerbetoon
Kermani ontving een 20-tal onderscheidingen waarvan enkele voorname hieronder vermeld staan. 
- 2009 - Hessischer Kulturpreis
- 2011 - Hannah Arendt Preis
- 2012 - Kleist-Preis
- 2014 - Joseph-Breitbach-Preis
- 2015 - Vredesprijs van de Duitse Boekhandel
- 2017 - Prinses Astrid prijs van de Europese Culturele Stichting

- Bibsys: 6028339
- Bibliothèque nationale de France: cb144428060 (data)
- Catàleg d'autoritats de noms i títols de Catalunya: 981058616690606706
- Gemeinsame Normdatei: 121162680
- International Standard Name Identifier: 0000 0001 1065 7979
- Library of Congress Control Number: n97096267
- Nationale Bibliotheek van Letland: 000230300
- MusicBrainz: cda26acf-6cda-44aa-93b9-00a02f9fa14f
- Nationale Bibliotheek van Tsjechië: ola2007419004
- Nationale Bibliotheek van Israël: 987007313896605171
- Nationale Bibliotheek van Polen: a0000001225967
- Nederlandse Thesaurus van Auteursnamen: 151876517
- Réseau des bibliothèques de Suisse occidentale: 02-A005699662
- Istituto Centrale per il Catalogo Unico: RMLV050074
- LIBRIS: 295586
- Système universitaire de documentation: 069039526
- Virtual International Authority File: 61766602
- WorldCat: E39PBJy49d7QrxJJj9CPCJRHYP